# 朝鮮統一問題

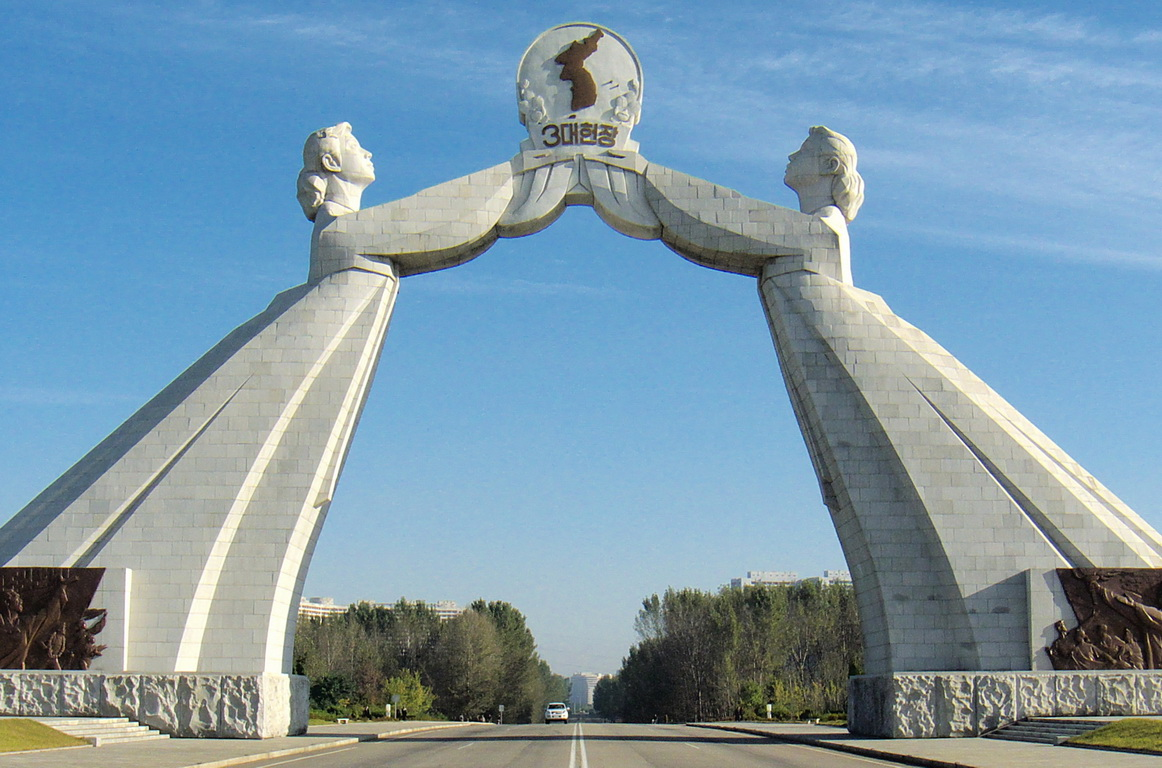
北朝鮮が「金日成主席の統一業績を宣伝するシンボル」として、首都・平壌に建設した祖国統一三大憲章記念塔（2024年1月15日に金正恩（朝鮮労働党総書記・国務委員長）が撤去）。

朝鮮統一問題（ちょうせんとういつもんだい）は、朝鮮半島（朝鮮）が1948年（昭和23年）以降大韓民国（韓国、南側）と朝鮮民主主義人民共和国（北朝鮮、北側）の分断国家になっている現状を問題視した上で、南北の統一（南北統一、なんぼくとういつ）を実現するために考慮すべき問題の総称である。

## 概要
連合軍軍政期には、南朝鮮で統一政府樹立に向けた左右合作運動が展開された他、南朝鮮単独政府（大韓民国）の樹立直前に北朝鮮で南北連席会議が催された。だが、いずれの試みも統一に向けた具体的な成果を出せず、朝鮮の分断国家化を止めることができず、朝鮮戦争が勃発した。韓国、北朝鮮は両政府共に未だに平和条約を締結していない。
分断直後、南北朝鮮はいずれも単一国家の樹立による統一を目指していた。後述の金正恩の路線変更までは、南北とも連邦国家の樹立が統一の基本方針となっていた。
韓国は、建国以来、李承晩が構想していた「北進統一」論が存在し、北朝鮮に対して「北派工作員」が派遣されていた。民主化後は議会や大統領選での左右対立が激しく、そのたびに融和か敵対か大きく路線が変わってきた。
北朝鮮は、1950年6月25日に朝鮮戦争を開始して軍事的に統一を目指した過去があるため、その指向性は完全には捨てていないと考えられるが、1980年代からの長期経済衰退により、それを可能とする国力は乏しくなった。独裁国家のため情報も乏しく、具体的な動きは定かではない。これまでに幾度となく北朝鮮から韓国に対して「対南工作」が行われ、また、「南侵トンネル」が韓国国内で発見されている。
38度線の南側にある韓国と北側にある北朝鮮は、国家の正統性を巡って建国以来敵対関係にあるものの、同一の民族（朝鮮人）が居住している朝鮮半島が分断されている現状を「非正常な状況」と認識し、朝鮮半島を一つの国家（主権）の施政下に統一することを最終目標としている点は長年一致していた。そのため、南北ともに建国直後は戦争による吸収統一を、1972年の南北共同声明発表以降は自主的、平和的かつ単一民族としての団結に基づく統一方法を模索してきた。
だが北朝鮮は2024年1月から「南北統一」の目標を放棄しており、韓国人を同一民族だとみなさず、かつ戦争を経ない統一法案（いわゆる平和統一）を放棄する方針を採用し始めたため、問題は従来と別の方向に進み始めていると一部識者は指摘している（詳細は後述）。

## 南北両政府の呼称
朝鮮民主主義人民共和国（北朝鮮）政府は、大韓民国政府を『南朝鮮』（ナムジョソン、南北会談では南側）と呼んでおり、報道や公式文書で大韓民国という名称が使われることはなかった。これは北朝鮮が大韓民国を同じ民族であり、統一の対象と見做してきたためである。蔑称として用いる場合は『南朝鮮傀儡』（傀儡の後に『徒党』『一味』『反民族集団』が入ることがある）との呼称が、「米帝」の傀儡国家だと、北朝鮮が看做している韓国を指す言葉として用いられることがある。ただし、2023年7月には金正恩総書記の妹である金与正が大韓民国という呼称を用いつつ非難する談話を出したほか、同年8月には金正恩自身も海軍増強の演説の中で大韓民国という正式名称を用いており、北朝鮮が次第に『大韓民国』を統一ではなく、敵対的な相手、別国家と見做す方向へ転換しつつある。
大韓民国側は、朝鮮民主主義人民共和国を『北韓』（プッカン）もっと省略して『北』（プク、南北会談では北側）と呼んでいる。1972年の南北共同声明以前は朝鮮民主主義人民共和国を「朝鮮の北にあるソビエト連邦や中共政権の傀儡政権」という意味の『北傀』と呼んでいた。

## 建国初期

### 連合国の動き

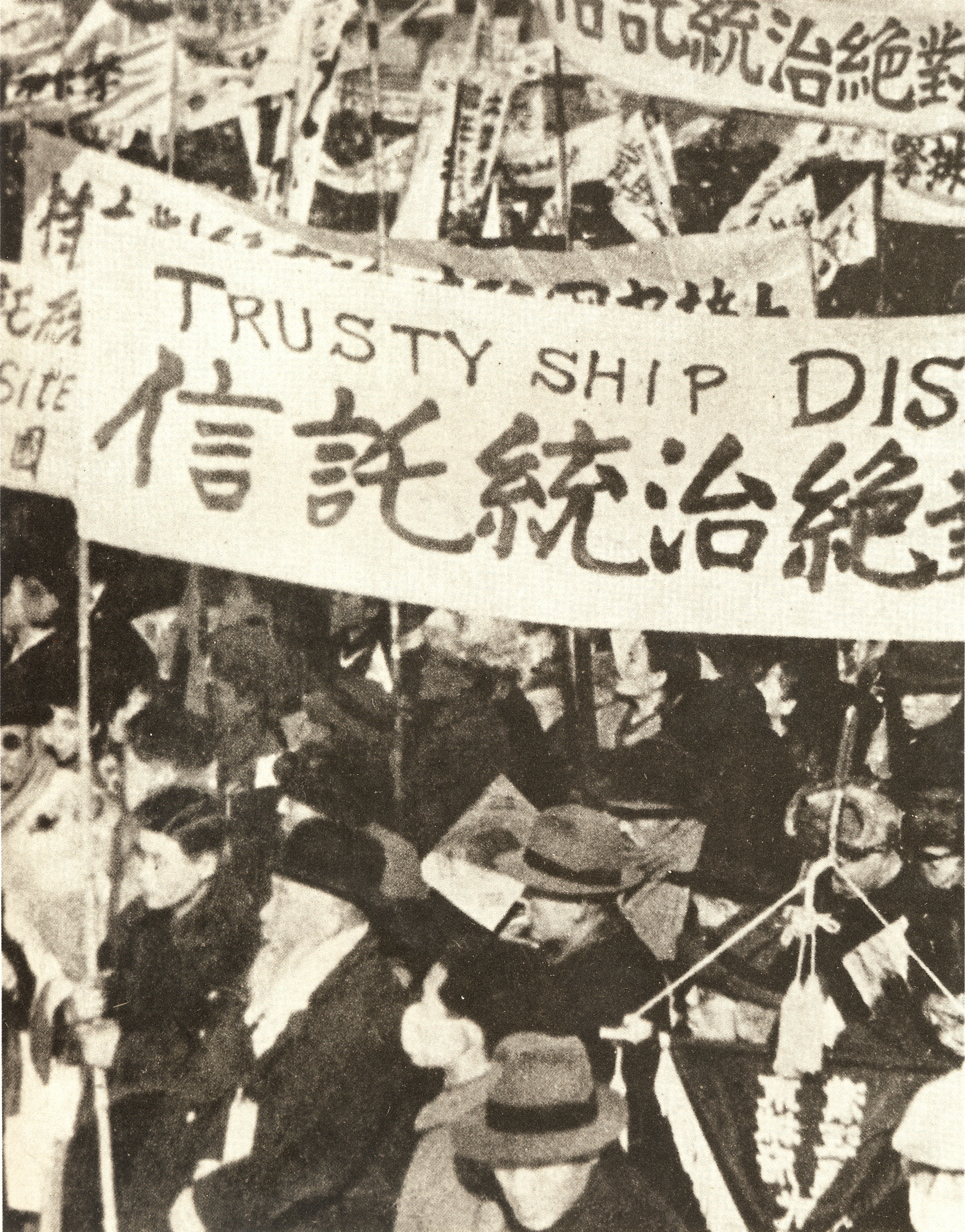
1945年12月のモスクワ三国外相会議で発表された朝鮮の信託統治に対し、反対の意志を表明した「反託」派（右派）朝鮮人の示威行動。

第二次世界大戦中の1943年11月に開催されたカイロ会談にて、連合国を構成していたアメリカ、イギリス、中華民国の首脳は、日本の統治下にあった朝鮮を戦後に解放することで合意した。次いで、1945年2月のヤルタ会談にて、アメリカ、イギリス、ソ連の首脳は戦後の朝鮮をアメリカ、イギリス、中華民国、ソ連の四カ国による信託統治下に置くことで非公式に合意したが、統治のための実務的な取り決めは為されなかった。
1945年8月8日のソ連対日宣戦布告後、ソ連軍の一部は8月13日に朝鮮北東部の雄基郡・羅南に上陸した。そのため、ソ連の朝鮮進出を懸念したアメリカはイギリス、中華民国、ソ連に対し、日本の降伏後の朝鮮で北緯38度線を境に南側（南朝鮮）をアメリカ軍が、北側（北朝鮮）をソ連軍がそれぞれ占領する案を8月14日に伝え、日本のポツダム宣言受諾（玉音放送）直後に了承を得た。それを受け、ソ連軍は8月24日に平壌まで進駐、一方のアメリカ軍は9月8日に仁川へ上陸し、それぞれ軍政を開始した。この時点では、北緯38度線での朝鮮分断はあくまで占領統治上の都合でしかなく、連合国に朝鮮を分断国家化する意図は無かった。   

#### 三国外相会議・誤報道
軍政開始後の1945年12月にアメリカ、イギリス、ソ連はモスクワ三国外相会議を開催し、朝鮮にて最長5年間の信託統治を実施することと、朝鮮に単一の自由国家を成立させるためにアメリカとソ連が共同委員会を設置することが会議後の協定で発表された。だが、この協定が朝鮮半島に不正確な形で伝わると（該当記事参照）、分断下の南北両朝鮮で信託統治に賛成（賛託）した金日成、呂運亨等の左派と信託統治に反対（反託）した李承晩、金九等の右派がそれぞれ南北で抗争を繰り広げ。その後の分断の一要因となった。
三国外相会議を受け、米ソ両国は1946年3月から1947年10月にかけて米ソ共同委員会を開催した。だが、米ソ共同委員会はこの収拾に失敗し、1948年1月に派遣された国際連合の現地調査団の入北をソ連軍政が拒否したため、国連は1948年2月に南朝鮮のみでの総選挙実施を決定した。この決定は、新政府の統治が南朝鮮のみに限定され、朝鮮の南北分断が固定化されることを意味していたため、北朝鮮の北朝鮮人民委員会だけでなく、反託派の中で南北統一政府樹立にこだわる金九や金奎植ら一部民族主義者からも反対の意見が出た。しかし、5月10日に単独総選挙は実施され、選挙で選ばれた国会は大韓民国憲法の制定と李承晩の大統領選出を行い、1948年8月15日に南朝鮮は大韓民国として独立した。他方、北朝鮮では7月10日に朝鮮民主主義人民共和国憲法が制定、1948年9月9日に朝鮮民主主義人民共和国が建国され、初代首相には金日成が就任した。

### 朝鮮人の動き・思想対立・主導権対立
日本の降伏による朝鮮解放後、中華民国やソ連、アメリカなどから左翼の共産主義者である金日成、朴一禹、方虎山、武亭や右翼の民族主義者である李承晩、金九、中道派の金奎植ら朝鮮半島外で抗日運動を行っていた朝鮮独立運動家が朝鮮に帰還し、日本統治時代の朝鮮にて民族運動を担っていた朴憲永、呂運亨、曺晩植らと連合国軍軍政下の南北朝鮮で来るべき朝鮮独立に向けての主導権争いを繰り広げた。
日本降伏後に樹立された朝鮮建国準備委員会（建準）は、ソ連軍政下の北部ではソビエト民政庁の間接統治に利用され、アメリカ軍政下の南部では解体されて在朝鮮アメリカ陸軍司令部軍政庁による直接統治が敷かれた。
かくして朝鮮半島には朝鮮民族の分断国家が南北に併存し、朝鮮全土が統一した状態での独立は成らなかったのである。1948年の朝鮮分断後、北朝鮮の金日成首相は「国土完整」を、韓国の李承晩大統領は「北進統一」を人々に訴え、政治体制の異なる南北両政府は互いに互いを併呑することによる朝鮮統一を主張した。

#### 北進統一対国土完整
1948年9月9日の北朝鮮建国の翌10日に金日成首相は最高人民会議の演説にて、「国土完整」を訴え、その後朝鮮統一のために朝鮮民主主義人民共和国の政治基盤と軍事力を増強した。
李承晩大統領は1948年8月15日の建国後、武力行使をも視野に入れた「北進統一」を訴えたが、アメリカは李承晩政権が「北進統一」を実行することを危惧し、兵器を与えなかったため、政治的に混乱する韓国では「北進統一」はスローガン以上のものとはならなかった。

## 朝鮮戦争

### 分断の固定化
1950年6月25日に北朝鮮は朝鮮統一を目指して朝鮮戦争を引き起こし、6月28日に朝鮮人民軍は韓国の首都ソウルを攻略、9月まで怒涛の南進を続け、李承晩政権を臨時首都釜山にまで追い詰めたものの、国連軍司令官のダグラス・マッカーサー元帥が仁川上陸作戦を実施し、ソウルを奪還すると形勢は逆転し、李承晩は9月29日にソウルに遷都した。その後、ソ連と中華人民共和国を中心とする共産圏の介入を危惧する立場から朝鮮戦争開戦前の南北の国境だった38度線を北上するか38度線で停止した後に政治決着を図るかが国連軍やアメリカ国内で問題になったものの、李承晩大統領は「北進統一」を果たすために丁一権参謀総長に韓国軍の38度線突破を命じ、この韓国による独断突破をマッカーサーが追認する形で38度線北上が進んだ。アメリカ軍と韓国軍を中心とする国連軍は10月11日に元山を攻略、10月19日に平壌に入城、10月26日に林富澤大佐指揮下の韓国陸軍第6師団第7連隊は楚山を攻略し、遂に中朝国境の鴨緑江にまで到達した。

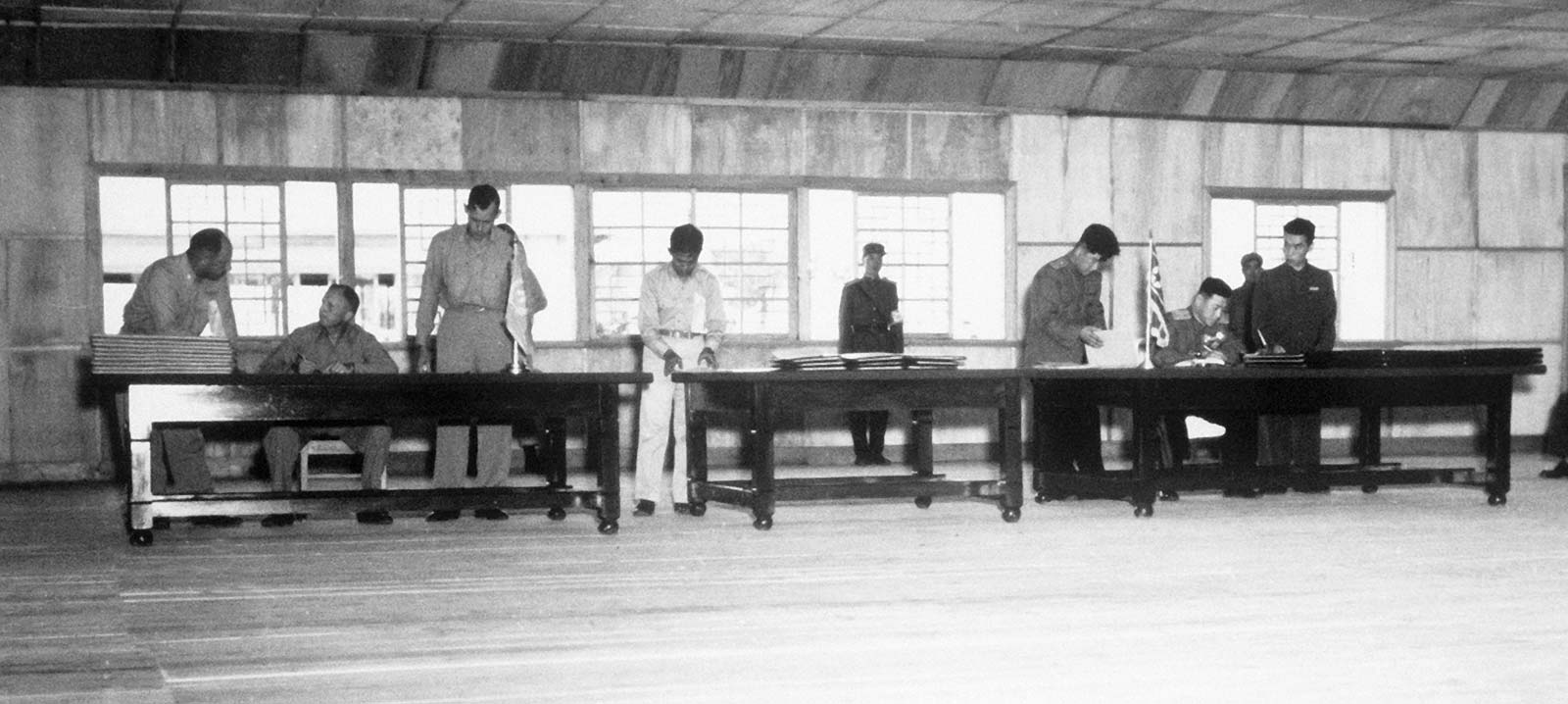
1953年7月27日の朝鮮戦争休戦協定に署名する国連軍と中朝連合軍の代表。北朝鮮側は南日大将が署名したものの、「北進統一」を固持した李承晩の意向のため、韓国の要人はこの休戦協定に署名しなかった。

しかしながら、韓国軍とアメリカ軍による朝鮮半島での激戦は、中国国民党の蔣介石総統率いる中華民国政府が逃れた台湾占領を中華人民共和国の毛沢東共産党主席と周恩来政務院総理に延期させ、中国は1950年10月15日に朝鮮半島への直接介入を決断した。彭徳懐司令官率いる26万人の人民解放軍は「志願兵」として10月19日に朝鮮入りし、10月25日に国連軍と衝突した。「保家衛国、抗美援朝」の標語の下で派遣されたこの中国人民志願軍（抗美援朝義勇軍）は人海戦術によって国連軍を撃破し、12月5日に国連軍は平壌から撤退、中朝連合軍は更に朝鮮半島の南下を続け38度線を越えた後、翌1951年1月4日にソウルを再攻略した。
その後、補給線が延びきり息切れした中朝連合軍に対し反撃を敢行した国連軍は1951年3月14日にソウルを再び奪回したものの、戦況は38度線付近で韓国の参加する国連軍と北朝鮮の参加する中朝連合軍が膠着状態となった。
1953年3月5日のソ連のヨシフ・スターリン首相の死を契機に休戦への動きが進み、李承晩が休戦への署名を拒んだために韓国軍代表の崔徳新少将が署名しないまま、1953年7月27日に中朝連合軍代表の南日と国連軍主席代表（国連軍最高司令官）ウィリアム・ハリソン・Jrによって朝鮮戦争休戦協定が署名された。1953年7月27日の朝鮮戦争休戦によって朝鮮は軍事境界線（38度線）による分断と対立が固定されることとなった。

## 冷戦時代
「朝鮮の正統な国家」としての立場を巡り敵対的な関係が続き、上記のように朝鮮戦争で朝鮮半島の分断固定化は決定的となった。北朝鮮は対南工作として様々なテロを行い、韓国では軍事政権により反体制派が共産主義者として逮捕された。また、国際連合における統一問題を扱う部局として国際連合朝鮮統一復興委員会が一時時期、置かれていた。

### 連邦制統一案（1960年8月14日）
1960年4月の四月革命によって韓国の李承晩大統領が退陣した後、北朝鮮の金日成首相は1960年8月14日に初の朝鮮半島平和統一案として「連邦制統一案」を提案、南北両政府代表による「最高民族委員会」の樹立を提唱したものの、翌1961年の5・16軍事クーデターで朴正煕少将が実権を握ったため、この提案は流れてしまった。

### 高麗民主連邦共和国（1980年10月10日）
1979年の朴正煕暗殺事件後、韓国では「ソウルの春」と呼ばれる民主化ムードが高まったものの、翌1980年に5・17非常戒厳令拡大措置で軍人出身の全斗煥が実権を掌握したため、同1980年10月10日に金日成主席は政治体制の違う南北両政府の武力に頼らない統一方法として、連邦制による統一を目指す高麗民主連邦共和国を提唱したが、韓国は受け入れなかった。

## 冷戦終結から2018年まで

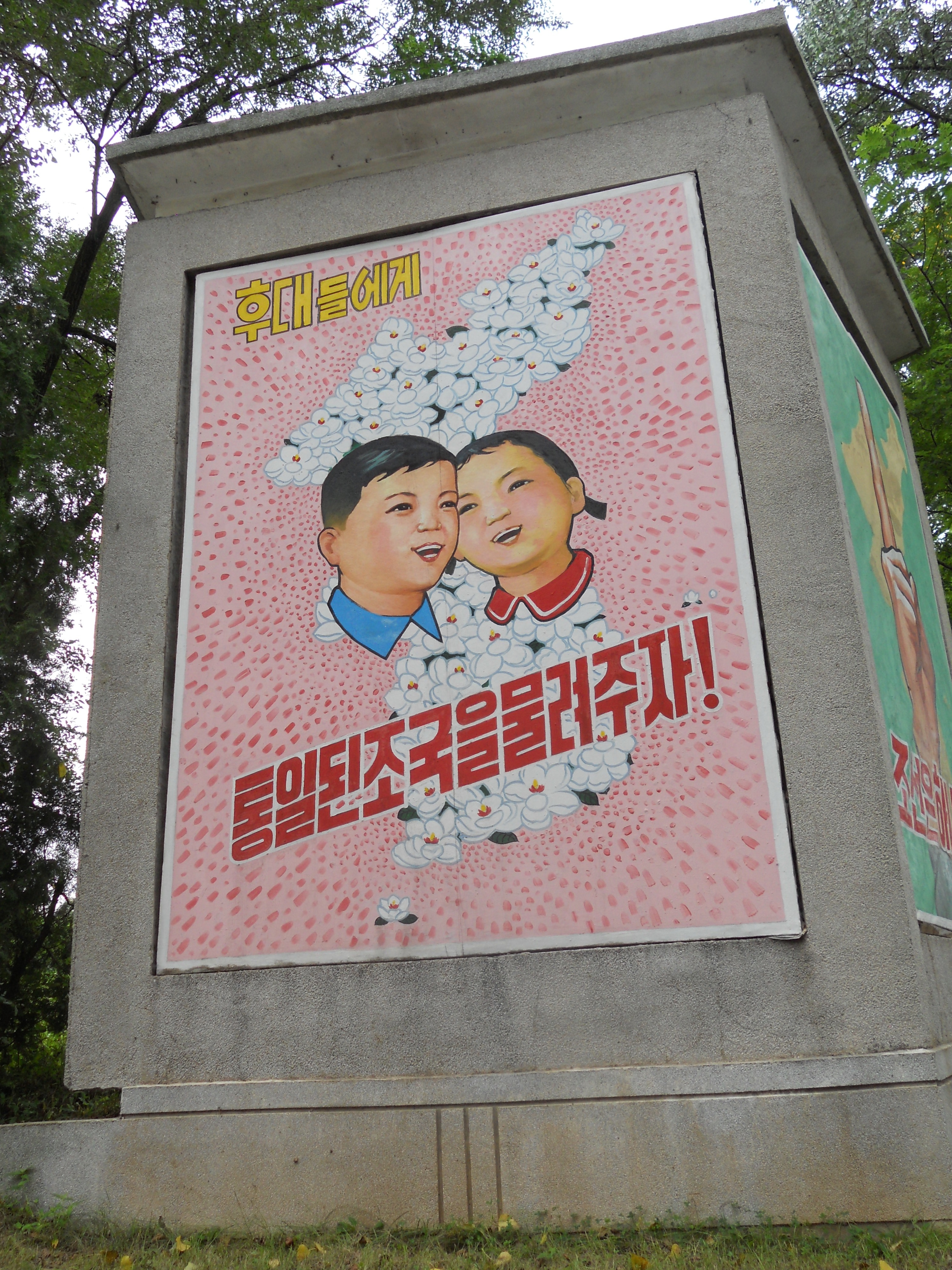
「後代に 統一された祖国を贈ろう!」
軍事境界線の北朝鮮側に作られたモニュメント（2010年）

### 冷戦終結初期
1987年6月29日、韓国民主化宣言。
1991年12月13日に南北基本合意書を策定。
1994年に金日成が死去、北朝鮮は金正日体制に移行した。冷戦終結で東側諸国の援助が途絶えたこともあり、北朝鮮は苦難の行軍期に突入する。

### 太陽政策（1998年2月25日 - 2008年2月24日）
冷戦後も長期間に渡り緊張状態が続いていたが、韓国の金大中政権の対北宥和政策、いわゆる太陽政策の推進により、初の南北首脳会談が実現するなど緊張状態はやや緩和した。1998年2月25日から2008年2月24日までの間、金大中政権と盧武鉉政権によって実施された対北宥和政策である「太陽政策」が実施され、2000年6月に開催された南北首脳会談によって金大中大統領と金正日総書記・国防委員長の間で6.15南北共同宣言が締結された。以後、江原道の金剛山に金剛山観光地区が、開城市の郊外に開城工業地区が設置され、離散家族再会事業が実施されるなど、南北間の交流が進められたが、統一の見通しが全く立っていないばかりか、北朝鮮の人権問題、北朝鮮の核開発問題、韓国人拉致問題などど未解決の問題も山積していた。
太陽政策支持者は、米韓による北朝鮮への制裁や脅迫が、統一の展望を改善するどころか悪影響を与えたと主張している。太陽政策の批判者は、北朝鮮との対話や貿易が、平和的な朝鮮統一の展望を改善することに寄与していないと主張し、太陽政策は、非民主的で全体主義的な北朝鮮政府の体制を助長していると主張している。
2007年12月に太陽政策見直し派の李明博が大統領に就任すると北朝鮮も敵対路線に転じ、2010年3月に天安沈没事件、2010年11月に延坪島砲撃事件が発生するなど、交渉自体が事実上不可能な状況に陥った。
2011年12月に金正日が死去し、金正恩がその後を継いだ。2015年1月1日、北朝鮮の金正恩は、南北対話を望む主旨の発言を行った。

### 核実験場廃棄宣言と板門店宣言（2018年4月）
北朝鮮は朝鮮労働党中央委員会総会を開き、核実験や大陸間弾道ミサイル（ICBM）の発射実験を中止し、北東部にある豊渓里の核実験場を廃棄すると決定した。2018年4月20日、南北首脳会談や米朝首脳会談を前に、中央委総会は金正恩党委員長出席の下で「経済建設と核戦力建設の並進路線の偉大な勝利を宣言することについて」と題した決定書を満場一致で採択した。
2018年4月27日、2018年南北首脳会談で総書記・国務委員長の金正恩、韓国大統領の文在寅が会談し板門店宣言を発表。この時点では融和ムードが高まっていた。

## 北朝鮮・金正恩による韓国敵視政策への移行

### 金正恩の方針転換（2019年2月以降）
しかし、金正恩は2019年2月の米朝首脳会談が決裂した後から、韓国側との関係断絶を推し進めた。同年10月に「金剛山の南側施設をすべてなくせ」と指示し、翌年6月に開城工業団地内の南北共同連絡事務所を爆破した。2020年12月に韓流など外部文化の自国への流入阻止のために「反動思想文化排撃法」を制定した。2023年4月に南北通信連絡線を最終切断した。
北朝鮮は2023年7月10日以降、それまで「南朝鮮」と呼称していた韓国を大韓民国と呼ぶようになり、韓国は統一の対象ではない別の国家とし、「わが民族」という表現や統一政策を公式から削除した。専門家らによると、北朝鮮は南北統一を前提する方針を転換したと推測されている。同年末には金正恩の指示により、崔善姫北朝鮮外相の主導で統一戦線部など対南工作機関の整理手続きが進められ、2024年1月11日以降は「わが民族同士」や「朝鮮の今日」等の対南工作機関が運営する韓国向けネットメディアが一斉にアクセス不可能となっている。また、2024年1月5日に朝鮮人民軍は北方限界線（NLL）周辺海域に向け砲撃を行ったが、それを伝える朝鮮中央通信の記事の中で朝鮮人民軍総参謀部は「今後これ以上韓国とは同じ民族ではないと」宣言した。
2024年1月15日の最高人民会議で金正恩は「北朝鮮の憲法にある「北半部」「自主、平和統一、民族大団結」といった南北統一を前提とした記述を削除し、今後、朝鮮半島で戦争が起こった際には、「不変の主敵」である「大韓民国」を完全に占領・平定・収復するとした、「領土完整」という赤化統一路線を憲法に規定するとの認識を明確に示した。また、金正恩は「三千里の錦繍江山」「8千万同胞」のような「北と南を同族にまどわす残滓的な単語を使用しない」とし、「大韓民国を徹頭徹尾、第1の敵対国、不変の主敵と確固と見なすように教育を強化するということを当該の条文に明記するのが正しい」と強調した。そして、祖国平和統一委員会、民族経済協力局、金剛山国際観光局など「対南機関」の廃止を決めた。更には、今回の最高人民会議で憲法からの削除を指示した「平和・統一・民族大団結」という祖国統一3大原則、全民族大団結10大綱領、高麗民主連邦制統一案など金日成の「業績」を宣伝するシンボルである「祖国統一3大憲章記念塔」の撤去も指示した。金委員長は、開城から新義州まで続く京義線の北側区間（平義線の最南部）を回復不可なレベルにまで物理的に完全に破壊するなど、韓国との境界地域（軍事境界線）の全ての連携を徹底的分離させることも表明した。

## スポーツ大会において
1991年に日本の千葉県で行われた卓球の世界選手権、同年にポルトガルで行われたFIFA U-20ワールドユース大会では、両国は統一選手団として出場している（U-20サッカーコリア代表を参照）。
2000年のシドニーオリンピック、2004年のアテネオリンピック、2006年の冬季トリノオリンピック、2002年アジア競技大会、2003年アジア冬季競技大会、2006年アジア競技大会の開会式では、両国の選手団は統一行進（競技自体は別の国として参加）を行うなど、スポーツの分野では統一の機運は比較的高く、2008年に行われた北京オリンピックでは、真に統一された選手団として出場させる計画もあったが、実現せず、行進も別々で行われた。
2018年に韓国で行なわれた平昌冬季オリンピックには北朝鮮も参加、特に女子アイスホッケーでは南北合同チームが結成された。

## 統一した際の諸問題

### 国民意識
朝鮮半島の分断には様々な要因があるが、1948年8月13日の李承晩による大韓民国（以下韓国）の建国宣言と、それに伴う同年9月9日の金日成による朝鮮民主主義人民共和国（以下北朝鮮）の建国宣言が、その中でも最も大きな要因と考えられている。しかし、韓国の『中央日報』が2005年9月に伝えた報道によると、「朝鮮半島分断の責任はどこの国にあるか」というアンケートにおいて、アメリカ53%、日本15.8%、ロシア（ソ連）13.7%、中国8.8%という結果になっている。このように、統一に要する負担をアメリカ・日本・ロシア・中国に求める意見も少なくない。北朝鮮の世界的な孤立状況と南北の経済格差、韓国の資本主義と北朝鮮の共産主義が全く正反対にあることから、現実的に統一は無理なのではないかとする声もある。
また、韓国では一部の人が「統一新羅時代から朝鮮（韓）民族は言語や伝統、歴史を共有してきたが、朝鮮戦争後の社会体制の違いから南北の人間はもう既に別民族」とする考えもおこってきている。韓国のニューライト（新右派）などは、統一問題には冷淡であり、北朝鮮が崩壊したら、周辺諸国が共同管理すればよいと主張する。
韓国で大学修学能力試験（日本の大学入学共通テストに相当）を終えた高校生を対象に、統一問題や安全保障問題について講義や講演を行った脱北者によると、受講生は講義中の私語（大声で笑う、騒ぐ）やスマホいじりが多く、時には大声で通話することもあるなど学級崩壊・授業崩壊が酷く、教師も全く注意しないほか、中には「北朝鮮の悪い点をあまり強調しないでほしい」と求める教師もいるという。そして、生徒に「私はこの韓国が嫌いです。北朝鮮に行くことはできませんか？」「統一が実現すれば、北朝鮮の核兵器も韓国のものになるのだから、なぜこれをなくそうとするのか」などと質問されたことがあるといい、「韓国の学校では北朝鮮について一体どのように教えているのか。韓国の高校生は北朝鮮の実情についてあまりにも無知で、また安全保障という概念さえ持ち合わせていない」と韓国の教育現場を批判している。
北朝鮮については、言論の自由がない情報統制国家ゆえに、国民の統一に関する意識がどの程度なのかは定かではない。
元仁荷大学教授のシェファード・アイバーソンは、朝鮮半島の対立を外交的に解決するために、北朝鮮内部での体制転換を実施するためとして、北朝鮮の上層部のエリートたちに賄賂を送る目的で、1750億ドルの統一投資ファンドを創設することを提案した。この提案では、平壌で権力を振るうエリート幹部の家族に総額233億ドルを上納し、上位10家族にはそれぞれ3000万ドル、上位1000家族には500万ドルを上納すると指摘している。また、1218億ドルは、統一後の生活を再び始めるために、国の一般住民に行くことになり、基金の収益は、民間団体やビジネスの大物から調達されることが想定されている。

### 統一に要する費用
統一に要する費用については、アメリカの『ウォール・ストリート・ジャーナル』が報じたところ、世界銀行などの試算によると、約2兆ドル～3兆ドル（日本円にして約204兆円～306兆円）とも言われており、これは韓国のGDPの約1.5倍にも相当する。現在、韓国と北朝鮮はGDPのランキングで韓国が10位、北朝鮮が177位となるなど大きな経済格差がある。その規模はおおよそ30:1と換算されており、統一が実現した場合には国力に勝る韓国がその大部分を負担し、北朝鮮へのインフラ整備や食糧支援を始めとした総合的な援助を長期的に行う必要があるとされる。そのような巨大な負担を韓国が担うことが出来るかという点については、大いに疑問視されており、負担の一部を国際社会からの援助で賄うことができたとしても、韓国がその負担に耐え切れず、朝鮮半島の経済が崩壊してしまうのではないかとも危惧されている。
なお、過去に日本が朝鮮半島を併合した時も同様で、日本は巨額の税金を朝鮮半島のインフラストラクチュア整備などに投入し続け、半島経営についての収支は常に赤字であったとされている。また、1990年の東西ドイツ統一の場合も、経済格差は西ドイツ3：東ドイツ1であったと言われており、統一後のドイツ連邦共和国に於ける長期に渡る不況や、現在も存在する旧東ドイツ領域との経済格差による問題などが大きな国内問題となった。
しかし、一方で、1989年のベルリンの壁崩壊によって、人民民主主義体制であった東ヨーロッパの諸社会主義国の自由民主主義化が進み、それが1991年12月のソビエト連邦の崩壊に結びつき、ヨーロッパおよび世界に「平和の配当」をもたらしたことも事実である。北朝鮮の民主化と韓国による統一が、この地域の軍事緊張を低下させるのであれば、それは周辺諸国にとっても経済的にも安全保障的にもプラスとなる。このように、長期的には東アジアの民主化の進行はこの地域に恩恵をもたらすことは否定できない。その意味で、慎重かつ着実な統一の前進を求める声も根強い。

### 統一後の国家体制
韓国は1987年の「民主化宣言」以後、資本主義体制の自由民主主義国家であり、北朝鮮は共産主義（マルクス＝レーニン主義）から「主体思想」に移行し共産主義と王朝が混在したような独裁国家であるが、統一した場合の国家体制については全く不透明な状態となっている。このような全く正反対とも言える体制の分断国家同士が統一した例としては、南北ベトナムの統一（1975年 - 1976年）、南北イエメンの統一（1990年5月22日）、東西ドイツの再統一（1990年10月3日）があげられる。共産主義国家に吸収されたベトナムでは華僑・地主層・資本家などを含む大量の難民が発生し（ベトナム難民）、資本主義国家に吸収されたドイツでは難民は発生しなかったものの統一後の社会インフラストラクチュアの整備などで巨額のコストと失業などが発生し、北イエメン主導で統一が達成されたイエメンでは旧南イエメン勢力が分離独立を求め、1994年にイエメン内戦が勃発している。
朝鮮半島、周辺諸国および世界にも混乱をもたらす大量の難民を出さないために現実的に考えられるのは韓国による北朝鮮の緩やかな併合と思われるが、その過程において、北朝鮮の国民が資本主義や民主主義を理解し受け入れることができるか、またそのための教育や努力を韓国が為しうるかについても相当の困難が予想され、実現にはかなりの長期間が必要であると考えられる。
また、資本主義体制の香港及びマカオが社会主義市場経済体制の中国に返還された際には一国二制度が採用されたが、同じように朝鮮半島も一国二制度のような形式をとる方向性もあり、北朝鮮は連邦制、韓国は緩やかな連合制を主張している。

### 共通通貨
統一後、共通の通貨が用いられることが予想されている。大韓民国ウォン（韓国ウォン）と朝鮮民主主義人民共和国ウォン（北朝鮮ウォン）の為替レートは2018年6月時点でおよそ1:8の比率である。1990年の東西ドイツ統一により発行された新マルクを比較対象とした場合、西ドイツマルクと東ドイツマルクのレートは統一直前時点でおよそ1:10である。東西ドイツは南北朝鮮より経済格差が小さかったにもかかわらず「差が大きいため、いきなり統一するのは難しい」と言われていた。朝鮮が統合通貨を用いた場合、統合比率如何によって北朝鮮ウォンの貿易競争力を失い、生産力も落ちる。これを避けるため大幅なレートの差を残して統一した場合、北側（現・北朝鮮）の住民が南側（現・韓国）になだれ込み、社会問題化する懸念がある。想定される新通貨は、韓国ウォンに一本化する方法（ドイツ型）、もしくは全く新しい統一ウォンであり、前者よりも後者の方法が朝鮮民族は納得するだろうと考え得る。しかしながら、国家の統一なくとも通貨同盟を実施して、それぞれ独立国家体制を維持したまま共通通貨を使用することもできる。

### その他考えられる諸問題
統一後は、元韓国領地域へ大量に流入すると思われる北朝鮮地域からの住民の移動により、治安の悪化や都市のスラム化が進むと考えられている。また、このような問題に端を発する差別や排斥運動なども懸念される。また、現在も存在する北朝鮮の情報工作員や過激な民族主義者が統一後の韓国を混乱させるのではないかということも危惧される。この混乱が半島内に収まらず、日本や中国などの近隣諸国へも悪影響を及ぼす可能性も懸念される。一方で、このまま北朝鮮が存続しても、不安定な軍事独裁国家として周辺諸国の脅威となり、また、「脱北者」と呼ばれる難民を生み出し続けることとなる。特に陸続きの中国では、今でも大量の脱北者が存在するとされている。従って、一時的な負担は大きくても、統一による「平和の配当」が期待できるという見方もある。
中国は、北東アジア最大の鉄鉱石埋蔵量を誇る北朝鮮の茂山鉱山の50年間の採掘権を獲得し、また羅津港の50年間の使用権を獲得するなど北朝鮮の経済的利権を囲い込んでいる。そのため南北統一、それも韓国主導で実現すれば、中国の巨大な北朝鮮の経済権益を喪失しかねない。また、北朝鮮が崩壊すれば、大量の難民が中国に流入し、中国の社会秩序さえ不安定化するため、重村智計や礒﨑敦仁の2人も北朝鮮が崩壊、内戦、クーデター等の混乱状態に陥れば中国が北朝鮮に軍事介入する可能性を指摘している。また、韓国主導で南北統一が実現すれば、中国は在韓米軍と国境を接することになる。従って中国にとって北朝鮮の体制の維持は安全保障の観点から重要である。また、ロシアは2022年のウクライナ侵攻において北朝鮮から大量の砲弾を購入しており、2024年6月には同国大統領のウラジーミル・プーチンと金正恩がロ朝戦略的パートナーシップ条約を締結するなど、北朝鮮を重要なパートナーと位置づけていることから現体制の維持を望んでいる。このことから、これら二国の外圧によって北朝鮮は崩壊することなく現状を維持するであろうと推測される。